# Арденни (департамент)
Арде́нни — департамент на північному сході Франції, біля кордону з Бельгією.
Площа 5 229 км². 
Населення 290 тис. осіб (дані 1999 р.).
Адміністративний центр — Шарлевіль-Мезьєр.

## Господарство
Вовняна, металообробна промисловість.
У сільському господарстві переважає скотарство; розвинуте лісове господарство.